# La Louvière-Lauragais
La Louvière-Lauragais é uma comuna francesa na região administrativa de Occitânia, no departamento de Aude. Estende-se por uma área de 6,25 km². Em 2010 a comuna tinha 81 habitantes (densidade: 13 hab./km²).